# デロン・ウィリアムス
デロン・マイケル・ウィリアムズ（Deron Michael Williams, 1984年6月26日 - ）は、アメリカ合衆国ウェストバージニア州パーカーズバーグ出身のバスケットボール選手。NBAのユタ・ジャズ、ブルックリン・ネッツなどに所属していた。身長191cm、体重99kg、靴のサイズ31.0 cm。ポジションはPG。

## 経歴

### 学生時代
母子家庭で育ったウィリアムズは、10歳の頃にダラスへ引っ越すと、そこで本格的にバスケットボールを始めた。高校は名門校であるコロニー高校に進学、2年生から先発に定着し、17得点、6リバウンド、8.4アシストの成績を残し、チームの勝率も9割を越えた。
大学はイリノイ大学へ進学。1年生のとき、32試合中30試合で先発出場を果たし、即戦力として活躍。早くもビッグ10カンファレンスの平均アシストランキングで上位に名を連ねた。2年生になると平均得点が上昇し、よりオフェンシブなスタイルになった。おのずとアシスト数も増え、平均6.2アシストを記録し、カンファレンスのファーストチーム（最も優秀な5選手）に選出された。チームはウィリアムズに加え、ディー・ブラウン、ルーサー・ヘッドの強力なバックコート陣に支えられ、全国でも有数の強豪へ成長し、ウィリアムズが3年生となった2004-05シーズンは開幕から29連勝と破竹の勢いで勝ち続けた。チームはNCAAトーナメントも勝ち抜き、決勝戦に進出したが、ノースカロライナ大学に破れ、惜しくも優勝は叶わなかった。この年の活躍によってジョン・ウッデン賞などを獲得している。

### NBA
4年生には進学せずに、アーリーエントリーによってNBA入りを表明。2005年のNBAドラフトにおいてユタ・ジャズから全体3位指名を受けた。この年のドラフトはクリス・ポールやレイモンド・フェルトンと将来を嘱望される優秀なPGが多かったが、ウィリアムズは彼らの中で最も高い順位での指名を受けてジャズに迎え入れられた。

#### ユタ・ジャズ
1年目の2005-06シーズン、序盤こそベンチからの出場が続いていたが、11月15日のフェニックス・サンズ戦に初先発を果たした。1月と2月には再びベンチ出場が目立ったもののシーズン終盤には先発に定着した。この年は80試合に出場し、平均10.8得点、4.5アシストを記録し、オールルーキーファーストチームに選出された。
2年目の2006-07シーズンはウィリアムズにとってもジャズにとっても大きな飛躍のシーズンとなった。ウィリアムズ自身は16.2得点、9.3アシストの成績でアシストランキングではリーグ2位に名を連ねた。ウィリアムズと故障から復帰したカルロス・ブーザーはジャズの往年の名コンビ、ジョン・ストックトンとカール・マローンに重ねられるようになり、チームは快進撃を遂げ、51勝31敗の成績で4年ぶりにプレーオフに進出。プレーオフでもカンファレンスファイナルまで勝ち進んだ。
07-08シーズンは更なる飛躍を果たし、18.8得点、10.5アシスト、FG成功率50.7%を記録。オールNBA2ndチームに初選出されたほか、10.5アシストはリーグ3位となり、この年のアシスト王に輝いたライバルで同期のクリス・ポールと共に、ポイントガードにおける新旧の世代交代を印象付けた。チームも勝率を伸ばして54勝28敗の成績でプレーオフに進んだが、カンファレンス準決勝でこのシーズンの優勝チームであるロサンゼルス・レイカーズの前に敗れている。
オフにはアメリカ代表として北京オリンピックに出場。ポイントガードのほかシューティングガードとしてもプレーし、その万能性を発揮した上でアメリカの金メダル獲得に貢献した。
ここまで順調にキャリアを積み重ねてきたウィリアムズだったが、08-09シーズンは試練の年となった。ウィリアムズ自身は足首の捻挫によりシーズン序盤の13試合を欠場し、さらに相棒のブーザーやアンドレイ・キリレンコらも相次いで故障に見舞われ、ジャズはシーズンを通して常に戦力不足となっていた。その中でウィリアムズは奮闘を見せ、シーズン中盤にはチームを12連勝に導くなどし、自身は19.0得点、10.4アシストと前年を上回る成績を残した。
09-10シーズンにはオールスターゲームに初出場。翌10-11シーズンもオールスターに出場したが、ジャズを長年に渡って指揮してきたジェリー・スローンHCとハーフタイム中に口論するなど確執が強まり、HCが突然辞任した要因になったとも報じられた。

#### ニュージャージー・ネッツ
2011年2月23日、ジャズがウィリアムズとの高額な契約を結ぶのは困難と判断し、ニュージャージー・ネッツにトレードで放出された（ジャズは引き換えにデビン・ハリス、デリック・フェイバーズの2人の選手と、2011年・2012年のドラフト1巡目指名権、さらに300万ドルを獲得した）。

#### ブルックリン・ネッツ
2012年7月11日、新生ブルックリン・ネッツと5年総額9870万ドルで再契約した。しかし、それ以降は不振に陥り、2015年7月10日に、ネッツとバイアウトで合意し、ウェーブされた。

#### ダラス・マーベリックス
クリア・ウェーバーとなり、7月14日、ダラス・マーベリックスと2年総額1000万ドルで契約。二度の延長戦にもつれ込んだ2016年1月5日のサクラメント・キングス戦では、114-116でむかえた延長第2クォーター残り数秒の場面から、起死回生の逆転ブザービーター3ポイントシュートを決めた。

#### クリーブランド・キャバリアーズ
2017年2月27日、クリーブランド・キャバリアーズとシーズン終了までの契約で加入。2017年のNBAファイナルでは突然の絶不調に陥ってしまい、チームも1-4で敗退した。
2021年12月18日、37歳でボクシングデビュー戦を行い、エキシビションで元NFL選手のフランク・ゴアに4回判定勝ちを収めた。元々はプロボクシングの公式戦と発表されていたが、試合前日にエキシビションに変更された。

## 個人成績

### レギュラーシーズン
| シーズン     | チーム       | GP  | GS  | MPG  | FG%  | 3P%  | FT%  | RPG | APG  | SPG | BPG | TO  | PPG  |
| ------------ | ------------ | --- | --- | ---- | ---- | ---- | ---- | --- | ---- | --- | --- | --- | ---- |
| 2005–06      | UTA          | 80  | 47  | 28.8 | .421 | .416 | .704 | 2.4 | 4.5  | .8  | .2  | 1.8 | 10.8 |
| 2006–07      | UTA          | 80  | 80  | 36.9 | .456 | .322 | .767 | 3.3 | 9.3  | 1.0 | .2  | 3.1 | 16.2 |
| 2007–08      | UTA          | 82  | 82  | 37.3 | .507 | .395 | .803 | 3.0 | 10.5 | 1.1 | .3  | 3.4 | 18.8 |
| 2008–09      | UTA          | 68  | 68  | 36.8 | .471 | .310 | .849 | 2.9 | 10.7 | 1.1 | .3  | 3.4 | 19.4 |
| 2009–10      | UTA          | 76  | 76  | 36.9 | .469 | .371 | .801 | 4.0 | 10.5 | 1.3 | .2  | 3.3 | 18.7 |
| 2010–11      | UTA          | 53  | 53  | 37.9 | .458 | .345 | .853 | 3.9 | 9.7  | 1.2 | .2  | 3.5 | 21.3 |
| 2010–11      | NJN          | 12  | 12  | 38.0 | .349 | .271 | .793 | 4.6 | 12.8 | 1.3 | .3  | 3.6 | 15.0 |
| 2010-11計    | NJN          | 65  | 65  | 37.9 | .439 | .331 | .845 | 4.0 | 10.3 | 1.2 | .2  | 3.5 | 20.1 |
| 2011–12      | NJN          | 55  | 55  | 36.3 | .407 | .336 | .843 | 3.3 | 8.7  | 1.2 | .4  | 4.0 | 21.0 |
| 2012–13      | BKN          | 78  | 78  | 36.4 | .440 | .378 | .859 | 3.0 | 7.7  | 1.0 | .4  | 2.8 | 18.9 |
| 2013–14      | BKN          | 64  | 58  | 32.2 | .450 | .366 | .801 | 2.6 | 6.1  | 1.5 | .2  | 2.2 | 14.3 |
| 2014–15      | BKN          | 68  | 55  | 31.1 | .387 | .367 | .834 | 3.5 | 6.6  | .9  | .3  | 2.3 | 13.0 |
| 2015–16      | DAL          | 65  | 63  | 32.4 | .414 | .344 | .869 | 2.9 | 5.8  | .9  | .2  | 2.3 | 14.1 |
| 2016–17      | DAL          | 40  | 40  | 29.3 | .430 | .348 | .821 | 2.6 | 6.9  | .6  | .1  | 2.5 | 13.1 |
| 2016–17      | CLE          | 24  | 4   | 20.3 | .463 | .415 | .840 | 1.9 | 3.6  | .3  | .3  | 1.7 | 7.5  |
| 2016-17計    | CLE          | 64  | 44  | 25.9 | .438 | .363 | .826 | 2.3 | 5.6  | .5  | .1  | 2.2 | 11.0 |
| 通算：12年   | 通算：12年   | 845 | 771 | 34.2 | .445 | .357 | .822 | 3.1 | 8.1  | 1.0 | .2  | 2.8 | 16.3 |
| オールスター | オールスター | 3   | 0   | 21.2 | .552 | .500 | ---  | 2.3 | 6.3  | .2  | .7  | 2.3 | 13.0 |

- 2011-12シーズンは66試合で打ち切り

### プレーオフ
| シーズン  | チーム    | GP | GS | MPG  | FG%  | 3P%  | FT%  | RPG | APG  | SPG | BPG | TO  | PPG  |
| --------- | --------- | -- | -- | ---- | ---- | ---- | ---- | --- | ---- | --- | --- | --- | ---- |
| 2007      | UTA       | 17 | 17 | 38.6 | .452 | .333 | .790 | 4.3 | 8.6  | 1.5 | .2  | 4.0 | 19.2 |
| 2008      | UTA       | 12 | 12 | 42.8 | .492 | .500 | .773 | 3.6 | 10.0 | .6  | .3  | 3.1 | 21.6 |
| 2009      | UTA       | 5  | 5  | 42.2 | .414 | .360 | .829 | 3.8 | 10.8 | 1.8 | .4  | 4.2 | 20.2 |
| 2010      | UTA       | 10 | 10 | 39.8 | .450 | .392 | .802 | 2.7 | 10.2 | 1.0 | .4  | 3.0 | 24.3 |
| 2013      | BKN       | 7  | 7  | 41.7 | .425 | .395 | .822 | 3.1 | 8.4  | 1.0 | .6  | 3.0 | 20.6 |
| 2014      | BKN       | 12 | 12 | 35.7 | .395 | .340 | .800 | 3.2 | 5.8  | 1.1 | .2  | 2.3 | 14.5 |
| 2015      | BKN       | 6  | 6  | 32.0 | .391 | .423 | .857 | 6.2 | 5.5  | 1.3 | .0  | 2.7 | 11.8 |
| 2016      | DAL       | 3  | 3  | 16.3 | .333 | .429 | ---  | .7  | 2.7  | .3  | .0  | 2.3 | 5.0  |
| 2017      | CLE       | 18 | 0  | 14.6 | .438 | .387 | .909 | 1.3 | 2.1  | .6  | .1  | .9  | 4.3  |
| 出場：9回 | 出場：9回 | 90 | 72 | 33.4 | .438 | .393 | .803 | 3.2 | 7.0  | 1.0 | .2  | 2.7 | 15.7 |

## プレースタイル
PGとしては大柄であり、191 cm・99kgの体躯を有する。リーダーシップ、パス能力、ピック&ロールをはじめとするコンビネーションプレーなど、PGに必要とされる能力をすべて持ち合わせた選手とされる。

## その他
- 毎年夏になると、ワシントン州スポーケンに住むジャズの往年の名選手ジョン・ストックトンの元を訪れ、指導を受けている[8]。